# Latvijas Radio
Latvijas Radio (LR, Radio Łotewskie) – łotewski publiczny nadawca radiowy, działający od 1 listopada 1925, z siedzibą w Rydze. Od 2002 nadaje pięć ogólnokrajowych kanałów radiowych i Miejskie Radio Studenckie "Naba", dostępnych w przekazie naziemnym i przez Internet. Od początku roku 1993 LR należy do Europejskiej Unii Nadawców.

## Stacje

### Latvijas Radio 1
Główna ogólnokrajowa stacja radiowa na Łotwie, prezentująca wiadomości, rozmowy, programy dotyczące spraw bieżących i analizy ekonomii, łotewskiej polityki i kultury, a także programy dla dzieci.
Liner tej stacji: „Vienmēr Pirmais” ("Zawsze pierwsi").

### Latvijas Radio 2
Pierwotnie pomyślana jako młodzieżowa stacja radiowa, dziś specjalizuje się w nadawaniu łotewskiej muzyki pop i country. Wystartowało w 1995 roku.
Liner tej stacji: „Dziesmas dzimtajā valodā” ("Pieśni w naszym języku").

### Latvijas Radio 3 — Klasika
Jedyna stacja na Łotwie nadająca muzykę klasyczną i jazz. Członkostwo Latvijas Radio w Europejskiej Unii Nadawców (EBU) oznacza, że dorobek stacji obejmuje transmisje międzynarodowych koncertów i innych transmisji na żywo. Ta stacja wystartowała 6 stycznia 1996 roku.
Liner tej stacji: Mode mainās - klasika paliek ("Zmienia się moda - klasyka zostaje").

### Latvijas Radio 4 — Doma laukums
Program integracji w języku rosyjskim i innych językach mniejszości narodowych zamieszkujących Łotwę. Informacje i analizy dotyczące łotewskiego życia politycznego, społecznego, gospodarczego i kulturalnego, muzyki i spraw młodzieży. Po 15:00 - Program muzyczno-informacyjny: rosyjskie i zagraniczne piosenki pop, a także komunikaty prasowe cztery razy na godzinę.
Liner tej stacji: „Ваше пространство и Ваше время” (latviešu: "Jūsu telpa un Jūsu laiks") (polski: "Twoja przestrzeń i twój czas")

### Latvijas Radio 5 - Pieci.lv
Ogólnokrajowa publiczna stacja radiowa łotewskiego radia dla młodych odbiorców. Gra ogólnie muzykę młodzieżową z Łotwy i innych narodowości. Latvian Radio 5 - Pieci.lv to także młodzieżowe media społecznościowe, które gromadzą liderów subkultury, stylu życia i informacji, tworząc platformę mediów społecznościowych oferującą rozrywkowe, edukacyjne i informacyjne treści. Sieć składa się z dziewięciu stacji internetowych (z których 5 jest także nadawanych w DAB + w Rydze) i jednej ogólnokrajowej stacji FM. Latvijas Radio 5 rozpoczęła nadawanie 14 lipca 2013 r. (rozpoczęcie działalności w internecie). Pierwszą stacją tematyczną, która rozpoczęła działalność, było Pieci Koncerti, które odtwarzały wyłącznie nagrania z tegorocznego festiwalu Positivus w Salacgrivie. W dniu 31 marca 2014 r. Pieci.lv rozpoczął nadawanie na częstotliwości 93,1 megaherca (MHz) FM. 11 stycznia 2015 r. Odbyła się premiera Top 40 na Łotwie, której gospodarzem był Art Wolf. Ta tabela jest opracowywana na podstawie zestawienia cotygodniowych danych dotyczących airplay i najpopularniejszych utworów w strumieniach muzycznych Spotify, Deezer i Draugiem.lv z 40 najlepszych stacji radiowych na Łotwie (European Hit Radio, Radio SWH, Star FM, Capital FM i Pieci.lv). 15 marca 2015 r. Latvijas radio 5 - Pieci.lv wzięło udział po raz pierwszy i zdobyło pierwsze miejsce w Mistrzostwach Europy Radia w Mediolanie. To pierwsza stacja radiowa z Łotwy, która otrzymała tytuł mistrza. Pieci.lv reprezentowali Tom Grēviņš i Marta Līne.
Linery tej stacji: "Uzgriez un ir!" (polski: "Włącz to!") "Šis ir Pieci" (polski: "To jest Piątka")

### Latvijas Radio 6 — Latvijas Universitātes Radio NABA
Stacja radiowa, która po raz pierwszy nadała 1 grudnia 2002 r. Został on utworzony przy wsparciu Uniwersytetu Łotewskiego, Rady Studentów Uniwersytetu Łotewskiego i Radia Łotewskiego jako Łotewskie Radio 5, a początkowo był słyszany w stolicy i wokół niej na częstotliwości 96,2 FM. Od 1 stycznia 2006 roku nadawano na nowej częstotliwości 93,1 FM. Pod koniec marca 2014 r. W łotewskim radiu 5 uruchomiono nową stację radiową Pieci.lv dla młodzieży, która przez kilka godzin dziennie nadaje programy tworzone przez Radio NABA. W lutym 2015 r. Z pełnym programem powrócił do częstotliwości 95,8 FM jako Latvijas Radio 6 — Naba. Program radiowy NABA obejmuje szeroki zakres kierunków muzycznych. NABA to radio dla osób, które są zainteresowane czymś więcej niż standardowym komercyjnym produktem, zarówno w zakresie muzyki, jak i informacji. Można usłyszeć alternatywną muzykę rockową, muzykę światową, klasyczną muzykę rockową, jazz i różne prądy przemienne: industrialną, elektroniczną, eksperymentalną, awangardową. muzyka itp. Około 40 autorskich audycji powstaje na temat różnych dyscyplin muzycznych, a także innych dyscyplin kulturowych – sztuki, kina, teatru, literatury, filozofii, a także audycji poświęconych kwestiom edukacyjnym, środowisku i jego ochronie, nowoczesnym technologiom, prawom człowieka, wydarzeniom. w polityce itp.